# Clay Duncan
 (avril 2024).
Si vous disposez d'ouvrages ou d'articles de référence ou si vous connaissez des sites web de qualité traitant du thème abordé ici, merci de compléter l'article en donnant les références utiles à sa vérifiabilité et en les liant à la section « Notes et références ».
Clay Duncan est un compositeur de musiques de films américain né dans le Mississippi aux États-Unis. Il travaille au studio Remote Control.

## Filmographie
- 2000
  - An Everlasting Piece de Barry Levinson (musique de Hans Zimmer) (assistant de Hans Zimmer)
- 2001
  - Hannibal de Ridley Scott (musique de Hans Zimmer) (musiques additionnelles)
  - Pearl Harbor de Michael Bay (musique de Hans Zimmer) (assistant de Hans Zimmer)
- 2002
  - Phone Game de Joel Schumacher (musique de Harry Gregson-Williams) (synthétiseur programmation)
  - La Chute du faucon noir de Ridley Scott (musique de Hans Zimmer) (musicien : percussions)
  - Le Cercle de Gore Verbinski (musique de Hans Zimmer) (assistant de Hans Zimmer)
- 2003
  - Biker Boyz de Reggie Rock Bythewood (musique de Camara Kambon) (musiques additionnelles)
  - Hulk de Ang Lee (musique de Danny Elfman) (programmation et design de la musique)
  - Bad Boys 2 de Michael Bay (musique de Trevor Rabin) (musiques additionnelles et programmeur)
  - Hollywood Homicide de Ron Shelton (musique de Alex Wurman) (synthétiseur programmation)
  - Agence Matrix de Daniel Voll (série télévisée) (musique de Steve Jablonsky et Hans Zimmer) (musiques additionnelles)
  - Les Associés de Ridley Scott (musique de Hans Zimmer) (musiques additionnelles)
  - Skin de Jim Leonard (série télévisée) (musique de James Michael Dooley) (musiques additionnelles)
- 2004
  - Blade: Trinity de David S. Goyer (musique de Ramin Djawadi et RZA) (musiques additionnelles et programmation)
  - Thunderbirds de Jonathan Frakes (musique de Hans Zimmer et Ramin Djawadi) (synthétiseur programmation)
  - Gang de requins d’Éric Bergeron (musique de Hans Zimmer) (musiques additionnelles)
  - Collatéral de Michael Mann (musique de James Newton Howard) (programmation)
  - Hellraiser : Deader de Rick Bota (musique de Henning Lohner) (musiques additionnelles)
  - État d'alerte de Mikael Salomon (série télévisée) (musique de Ramin Djawadi) (musiques additionnelles)
- 2005
  - Desperate Housewives de Marc Cherry (série télévisée) (musique de Steve Jablonsky) (musicien : guitare)
  - Threshold : Premier Contact (Threshold) de Bragi F. Schut (série télévisée) (musique de Steve Jablonsky et Ramin Djawadi) (musiques additionnelles)
  - Amityville d'Andrew Douglas (musique de Steve Jablonsky) (musiques additionnelles)
  - The Island de Michael Bay (musique de Steve Jablonsky) (musiques additionnelles)
  - The Weather Man de Gore Verbinski (musique de Hans Zimmer) (musiques additionnelles)
  - L'Interprète de Sydney Pollack (musique de James Newton Howard) (synthétiseur programmation et musicien : percussions)
  - Le Cercle 2 de Hideo Nakata (musique de Henning Lohner) (design de la musique)
- 2006
  - Pretty Dead Flowers de Justin Liberman (court métrage)
  - Déjà Vu de Tony Scott (musique de Harry Gregson-Williams) (musicien et programmation)
  - Click : télécommandez votre vie de Frank Coraci (musique de Rupert Gregson-Williams) (musiques additionnelles)
  - Pirates des Caraïbes : Le Secret du coffre maudit de Gore Verbinski (musique de Hans Zimmer) (arrangements et design de la musique)
  - The Sentinel de Clark Johnson (musique de Christophe Beck) (synthétiseur programmation)
  - BloodRayne de Uwe Boll (musique de Henning Lohner) (musiques additionnelles)
  - Terreur sur la ligne de Simon West (musique de James Michael Dooley) (musiques additionnelles)
  - Blade de David S. Goyer (série télévisée) (musique de Ramin Djawadi) (musiques additionnelles)
- 2007
  - Fetch de Daniel Bernhardt (court métrage) (cocompositeur avec Henning Lohner)
  - Transformers de Michael Bay (musique de Steve Jablonsky) (musiques additionnelles)
  - Michael Clayton de Tony Gilroy (musique de James Newton Howard) (design de la musique)
  - The Lookout de Scott Frank (musique de James Newton Howard) (musiques additionnelles)
  - Hitcher de Dave Meyers (musique de Steve Jablonsky) (musiques additionnelles)
  - Le Nombre 23 de Joel Schumacher (musique de Harry Gregson-Williams) (musiques additionnelles)
- 2008
  - Angles d'attaque de Pete Travis (musique d'Atli Örvarsson) (musiques additionnelles)
  - Babylon A.D. de Mathieu Kassovitz (musique d'Atli Örvarsson) (musiques additionnelles)
  - Shuttle d'Edward Anderson (musique de Henning Lohner) (musiques additionnelles)
  - Forever Strong de Ryan Little (musique de J Bateman) (musiques additionnelles)
  - Gears of War 2 jeu vidéo de Cliff Bleszinski